# 가흥초등학교
가흥초등학교는 충청북도 충주시에 있는 공립 초등학교이다.

## 학교 연혁
- 1939년 4월 1일: 가금공립심상소학교 부설 가흥간이학교 개교
- 1945년 4월 1일: 가흥국민학교 승격
- 1996. 3. 1 가흥초등학교로 개칭

## 참고 자료
- 가흥초등학교 - 한국교육학술정보원 학교알리미